# Fußball-Bezirksklasse Schleswig-Holstein 1933/34
Die Fußball-Bezirksklasse Schleswig-Holstein 1933/34 war die erste Spielzeit der Fußball-Bezirksklasse Schleswig-Holstein im Sportgau Nordmark. Sie diente als eine von drei zweitklassigen Bezirksklassen als Unterbau der Gauliga Nordmark. Alle Staffelmeister dieser drei Unterbau-Spielklassen qualifizierten sich für eine Aufstiegsrunde, in der zwei Aufsteiger zur Gauliga Nordmark ausgespielt wurden. In dieser Spielzeit waren es jedoch drei, weil administrative Umstrukturierungen in den Gau Niedersachsen nötig wurden. Diese erste Saison im hohen Norden, wurde entgegen späterer Austragungen, nur eingleisig, mittels nur einer Staffel absolviert.

## Geschichte
Die Bezirksklasse Schleswig-Holstein startete mit zwölf Vereinen in ihre Premieren-Saison und wurde im Rundenturnier mit Hin-und-Rückspiel ausgetragen. Die Saison begann am 10. September 1933, das letzte Spiel kam am 24. Juni 1934 zur Austragung. Als Staffelmeister setzte sich der VfB Union-Teutonia Kiel mit acht Punkten Vorsprung vor dem VfR 1910 Neumünster und dem Polizei SV Kiel durch. In der folgenden Aufstiegsrunde zur Gauliga Nordmark 1934/35, konnten die Kieler Union-Teutonen aber nur den vierten Platz unter fünf Bewerbern belegen und verpassten somit enttäuscht den möglichen Aufstieg.
 Es gab keine Absteiger, weil für die kommende Saison, der Kreis Lübeck in die bestehende Fußball-Bezirks-Struktur Schleswig-Holsteins eingegliedert wurde. Somit startete die Saison 1934/35 mittels zweier Staffeln, welche durch insgesamt 20 Vereine vertreten wurden (Staffel A und B mit jeweils 10 Vereinen).

## Teilnehmer
Für die erste Austragung der Fußball-Bezirksklasse Schleswig-Holstein qualifizierten sich folgende zwölf Vereine:
- Vereine auf Platz 3–8 der Oberliga Schleswig-Holstein 1932/33:
  - VfB Union-Teutonia Kiel
  - KFV Kilia Kiel
  - SC Olympia 09 Neumünster
  - VfR 1910 Neumünster
  - SV Eintracht 08 Flensburg
  - Rendsburger BV 08
- Aufsteiger aus der bisherigen Bezirksliga Schleswig-Holstein 1932/33:
  - ETSV Eintracht 1910 Kiel
  - SV Schleswig 06
  - SpVgg Fortuna Glückstadt
  - SC Comet Kiel 1912
  - M.-VfL Nordmark Flensburg 1921
- Zusätzlich nominiert:
  - SV Polizei Kiel (Deutscher Meister der DT, vorher Kreismeister)[1]

Es hatte eine Aufstiegsrunde zur Oberliga (sic) mit neun Vereinen stattgefunden, als die neue Struktur offensichtlich noch unbekannt war. Die ersten Fünf dieser Runde kamen dadurch in die neue Bezirksklasse. Polizei Kiel hatte 1932/33 nicht dem DFB und der Bezirksliga angehört, sondern sich sehr erfolgreich im Turnerfußball betätigt.

## Abschlusstabelle
| Pl. | Verein                         | Sp. | S  | U | N  | Tore    | Quote | Punkte |
| --- | ------------------------------ | --- | -- | - | -- | ------- | ----- | ------ |
| 1.  | VfB Union-Teutonia Kiel        | 22  | 16 | 3 | 3  | 086:360 | 2,39  | 35:90  |
| 2.  | VfR Neumünster 1910            | 22  | 12 | 3 | 7  | 065:450 | 1,44  | 27:17  |
| 3.  | SV Polizei Kiel                | 22  | 12 | 2 | 8  | 055:390 | 1,41  | 26:18  |
| 4.  | KFV Kilia Kiel                 | 22  | 9  | 7 | 6  | 054:450 | 1,20  | 25:19  |
| 5.  | Eintracht 1910 Kiel            | 22  | 10 | 3 | 9  | 056:590 | 0,95  | 23:21  |
| 6.  | Rendsburger BV 08              | 22  | 10 | 3 | 9  | 041:510 | 0,80  | 23:21  |
| 7.  | 1. SV Schleswig 06             | 22  | 9  | 4 | 9  | 051:590 | 0,86  | 22:22  |
| 8.  | SC Olympia 09 Neumünster       | 22  | 7  | 5 | 10 | 053:560 | 0,95  | 19:25  |
| 9.  | SpVgg Fortuna Glückstadt       | 22  | 6  | 6 | 10 | 045:480 | 0,94  | 18:26  |
| 10. | SC Comet Kiel 1912             | 22  | 7  | 4 | 11 | 053:630 | 0,84  | 18:26  |
| 11. | SV Eintracht 08 Flensburg      | 22  | 7  | 3 | 12 | 059:630 | 0,94  | 17:27  |
| 12. | Militär-VfL Nordmark Flensburg | 22  | 4  | 3 | 15 | 043:970 | 0,44  | 11:33  |

Der Kreis Lübeck wurde im Hinblick auf die nächste Saison, aus dem Bezirk Lübeck-Mecklenburg heraus, in den Bezirk Schleswig-Holstein integriert. Aufgrund dessen, kein Absteiger der Saison 1933/34.
| Legende |                                                               |
|         | Qualifikation für Aufstiegsrunde zur Gauliga Nordmark 1934/35 |